# Naoko Yamazaki
Naoko Yamazaki (山崎 直子 Yamazaki Naoko?, född 27 december 1970) är en tidigare japansk astronaut vid JAXA, och den andra japanska kvinnan i rymden. Den första var Chiaki Mukai.

## Barndom och ungdom
Yamazaki föddes som Naoko Sumino i Matsudo. Hon tillbringade två år av sin barndom i Sapporo. Efter examen från Ochanomizu University Senior High School 1989 tog Yamazaki en kandidatexamen med rymdteknik som huvudämne från Tokyos universitet 1993 och en magisterexamen med huvudämne i flygteknik 1996.

## JAXA-karriär
Yamazaki gick med i National Space Development Agency of Japan (NASDA) 1996 och var en del av utvecklingsteamet för systemintegration av den japanska experimentmodulen (JEM). Hon arbetade också med felanalys för JEM. Från juni 1998 till mars 2000 var hon en del av ISS Centrifuge-teamet (Life Science Experiment Facility) som genomförde preliminär design.
Yamazaki valdes som astronautkandidat i februari 1999 av Japans nationella rymdutvecklingsbyrå (NASDA, nu (JAXA), deltog i ISS Astronaut Basic Training-programmet, som började i april 1999, och certifierades som astronaut i september 2001. Sedan 2001 har Yamazaki deltagit i ISS Advanced Training och stöttat utvecklingen av hårdvaran och driften av den japanska experimentmodulen. I maj 2004 fullbordade Yamazaki Soyuz-TMA Flight Engineer-utbildning vid Yuri Gagarin Cosmonauts Training Center i Star City, Ryssland.

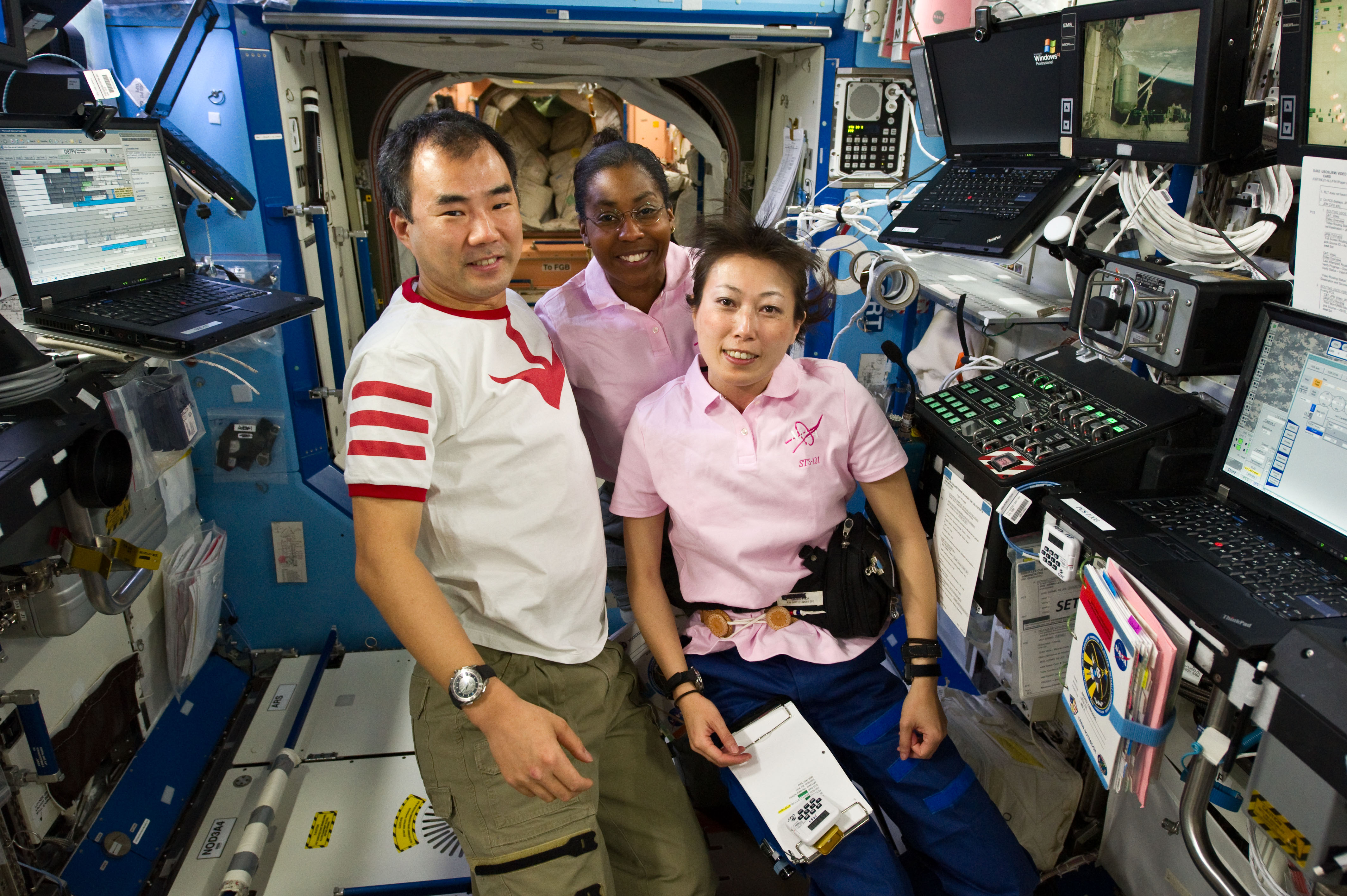
Astronauterna Soichi Noguchi flygingenjör Expedition 23, Naoko Yamazaki och Stephanie Wilson i Destiny-laboratoriet vid den internationella rymdstationen under uppdrag STS-131

### NASA-erfarenhet
I juni 2004 kom Yamazaki till Johnson Space Center i Houston, Texas för att påbörja Astronaut Candidate Training school, där hon tilldelades Astronaut Office Robotics Branch. Hon blev utvald till NASA-specialist 2006.
I november 2008 meddelade JAXA att Yamazaki skulle bli den andra japanska kvinnan att flyga i rymden på STS-131. Den 5 april 2010 sköts Yamazaki upp i rymden med rymdfärjan Discovery som en del av uppdraget STS-131. Hon återvände till jorden den 20 april 2010. Sedan rymdfärjan pensionerades året därpå, 2011, blev hon också den sista japanska astronauten som flög med rymdfärjan.

## Eftermäle
Asteroiden 14925 Naoko är uppkallad efter henne.

## Rymdfärder
- Discovery - STS-131

## Rymdfärdsstatistik
| Färd    | Datum             | Tid       | EVA     |
| ------- | ----------------- | --------- | ------- |
| STS-131 | 4 - 20 april 2010 | 362:47:00 | 0:00:00 |
| Totalt  | Totalt            | 362:47:00 | 0:00:00 |